# Император французов
Император французов (фр. Empereur des Français) — титул монарха Первой и Второй Французской империи.

## Титул

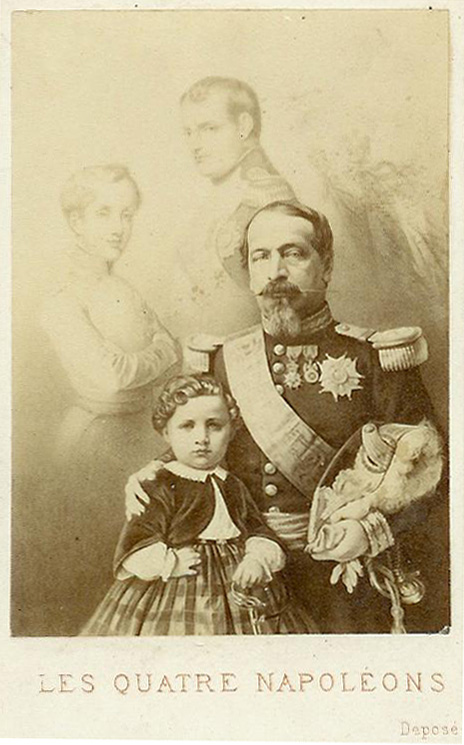
Четыре Наполеона

Этот титул использовался Бонапартами с того момента, когда 18 мая 1804 года Сенат провозгласил Наполеона императором, а 2 декабря 1804 года в соборе Парижской Богоматери в Париже он был коронован своей короной.
В названии титула подчеркивается, что император правил «французским народом» (нацией), а не Францией (государством). Старая формула «Король Франции» указывала, что король владел Францией как личной вотчиной. Новый термин обозначал конституционную монархию. Он был создан специально для того, чтобы сохранить номинальность республиканских идеалов и показать, что после Французской революции сословная система была ликвидирована, а вместо неё было создано национальное государство с равными гражданами в качестве подданных своего императора.
Титул «Император французов» должен был подчеркнуть, что коронация Наполеона была не реставрацией монархии, а введением новой политической системы: Французской империи. Правление Наполеона длилось до 22 июня 1815 года. Вследствие поражения в битве при Ватерлоо он был сослан на остров Святой Елены, где умер 5 мая 1821 года. Его правление было прервано реставрацией Бурбонов в 1814 году и его изгнанием на Эльбу, откуда он триумфально возвратился во Францию менее чем через год, чтобы вернуть трон, и правил как император ещё 111 дней до своего окончательного поражения и изгнания.
Менее чем через год после государственного переворота 1851 года, совершённого племянником Наполеона Луи-Наполеоном Бонапартом, который закончился успешным роспуском национального собрания, Вторая Французская республика была преобразована во Вторую Французскую империю, учреждённую референдумом 7 ноября 1852 года. 2 декабря 1852 года президент Луи-Наполеон Бонапарт, избранный французским народом, официально стал Наполеоном III, императором французов. Его правление продолжалось до 4 сентября 1870 года, когда он был схвачен в битве при Седане во время франко-прусской войны. Впоследствии он отправился в ссылку в Англию, где и умер 9 января 1873 года.
После смерти в 1879 году единственного сына Наполеона III, Луи-Наполеона, у Бонапартов было несколько претендентов на французский престол. На 2020 год им является Шарль, принц Наполеон, который 3 мая 1997 года стал главой дома Бонапартов. Его положение оспаривается его сыном, Жан-Кристофом, принцем Наполеоном, который был назван наследником в завещании его покойного деда.

## Полные титулы
Императоры французов имели различные титулы и звания, которые отражали разнообразие и обширность земель, которыми управляли Бонапарты.

### Наполеон I
Его Императорское и Королевское Величество Наполеон I, Божиею милостью и Конституцией Республики, Император Французов, Король Италии, Протектор Рейнского Союза, Медиатор Швейцарской Конфедерации и Соправитель Андорры.

### Наполеон II
Его Императорское Величество Наполеон II, Божиею милостью и Конституцией Республики, Император Французов, Король Римский и Соправитель Андорры.

### Наполеон III
Его Императорское Величество Наполеон III, Божиею милостью и волей Нации, Император французов и Соправитель Андорры.

## Список императоров

### Первая французская империя
| Имя                | Даты жизни                            | Начало правления | Конец правления | Примечания               | Портрет |
| ------------------ | ------------------------------------- | ---------------- | --------------- | ------------------------ | ------- |
| Наполеон I Великий | 15 августа 1769 – 5 мая 1821 (51 год) | 18 мая 1804      | 11 апреля 1814  | Им же был учрежден титул |         |

### Сто дней
Считается продолжением Первой Французской империи, несмотря на кратковременное изгнание императора Наполеона I.

| Имя                | Даты жизни                            | Начало правления | Конец правления | Примечания | Портрет |
| ------------------ | ------------------------------------- | ---------------- | --------------- | --- | ------- |
| Наполеон I Великий | 15 августа 1769 – 5 мая 1821 (51 год) | 20 мая 1815      | 22 июня 1815    | Власть и титул были подтверждены на плебисците, но не получили признания у европейских стран которые сразу же ополчились против Наполеона |         |
| Наполеон II        | 20 марта 1811 – 22 июля 1832 (21 год) | 22 июня 1815     | 7 июля 1815     | Сын Наполеона I. С 22 июня по 7 июля 1815 года бонапартисты считали Наполеона II законным наследником, поскольку его отец отрёкся от престола в его пользу. Однако правление маленького ребенка было формальным, так как он жил в Австрии со своей матерью |         |

### Вторая французская империя
| Имя          | Даты жизни                               | Начало правления | Конец правления | Примечания                                                               | Портрет |
| ------------ | ---------------------------------------- | ---------------- | --------------- | ------------------------------------------------------------------------ | ------- |
| Наполеон III | 20 апреля 1808 – 9 января 1873 (64 года) | 2 декабря 1852   | 4 сентября 1870 | Племянник Наполеона I Кузен Наполеона II. Последний император французов. |         |

### Нынешние претенденты
Не смотря на то что монархии во Франции нет, претенденты на титул «Император Французов» остались. Бонапартисты являются одним из трех основных монархических движений (легитимисты, орлеанисты, бонапартисты) выступающие за восстановление монархии во Франции. Если легитимисты и орлеанисты видят будущее Франции во главе с королем, то бонапартисты единственные кто желает видеть главой страны императора. Претендент от движения бонапартистов называет себя «Титулярный Император французов» 

| Имя                                        | Даты жизни           | Начало претенденства | Конец претенденства | Примечания                                                                 | Портрет |
| ------------------------------------------ | -------------------- | -------------------- | ------------------- | -------------------------------------------------------------------------- | ------- |
| Жан-Кристоф, принц Наполеон (Наполеон VII) | родился 11 июля 1986 | 3 мая 1997           | —                   | Прапраправнук Жерома, короля Вестфалии — самого младшего брата Наполеона I |         |

### Цитаты
1. ↑  Thierry, Lentz. The Proclamation of Empire by the Sénat Conservateur (англ.). napoleon.org. Fondation Napoléon. Дата обращения: 15 августа 2014. Архивировано 23 марта 2016 года.
2. ↑  Dwyer, 2013, p. 129.
3. ↑  Napoleonic Titles and Heraldry (англ.). www.heraldica.org. Дата обращения: 16 сентября 2020. Архивировано 16 декабря 2021 года.